# Wereldbeker schaatsen 2016/2017 - Teamsprint mannen
De teamsprint voor mannen voor de wereldbeker schaatsen 2016/2017 stond drie keer op het programma. De eerste was op 20 november 2016 in Nagano en de laatste was in Stavanger op 12 maart 2017.
Het was de tweede keer dat de teamsprint een officieel onderdeel van de wereldbeker de titelverdediger was Nederland. Canada won één wedstrijd en werd tweemaal tweede en wonnen hiermee het klassement.

## Podia
| Wedstrijd: | Goud:                                                             | Tijd    | Zilver:                                                     | Tijd    | Brons:                                                | Tijd    |
| Nagano     | Canada Laurent Dubreuil Christopher Fiola Vincent De Haître       | 1.20,52 | Duitsland Joel Dufter Denny Ihle Nico Ihle                  | 1.21,27 | Japan Yuto Fujino Tsubasa Hasegawa Shota Nakamura     | 1.21,53 |
| Heerenveen | Verenigde Staten Kimani Griffin Jonathan Garcia Mitchell Whitmore | 1.19,97 | Canada Laurent Dubreuil Christopher Fiola Vincent De Haître | 1.20,29 | Polen Artur Nogal Piotr Michalski Sebastian Klosinski | 1.20,58 |
| Stavanger  | Nederland Jan Smeekens Ronald Mulder Kai Verbij                   | 1.20,55 | Canada Olivier Jean Laurent Dubreuil Vincent De Haître      | 1.20,91 | Duitsland Denny Ihle Nico Ihle Joel Dufter            | 1.21,06 |

## Eindstand
| #      | Land             | Schaatsers                                        | NAG | HVN | SVG | Totaal |
| ------ | ---------------- | ------------------------------------------------- | --- | --- | --- | ------ |
| Goud   | Canada           | Dubreuil, Fiola, Jean, De Haître                  | 100 | 80  | 120 | 300    |
| Zilver | Nederland        | Van Alphen, R. Mulder, Schipper, Smeekens, Verbij | 50  | 60  | 150 | 260    |
| Brons  | Duitsland        | Dufter, D. Ihle, N. Ihle                          | 80  | 50  | 104 | 234    |
| 4      | Verenigde Staten | Griffin, Garcia, Whitmore                         |     | 100 |     | 100    |
| 5      | Rusland          | Golubev, Jesin, Koeznetsov, Moerasjov             | 60  | 40  |     | 100    |
| 6      | China            | Li, Xie, Mu, Yang                                 | 40  | 45  |     | 95     |
| 7      | Polen            | Nogal, Michalski, Klosinski                       |     | 70  |     | 70     |
| 8      | Japan            | Fujino, Hasegawa, Murakami, Nakamura, Yamanaka    | 70  | 0   |     | 70     |
| 9      | Noorwegen        | Hvammen, H.F. Rukke, Kristensen                   |     | 0   |     | 0      |
| 10     | Finland          | Koskela, Poutala, Pulli                           |     | 0   |     | 0      |

2015/2016 · 
2016/2017 · 
2017/2018 · 
2018/2019 · 
2019/2020 · 
2020/2021 · 
2021/2022 · 
2022/2023 · 
2023/2024 · 
2024/2025